# Eupalinos de Mégara

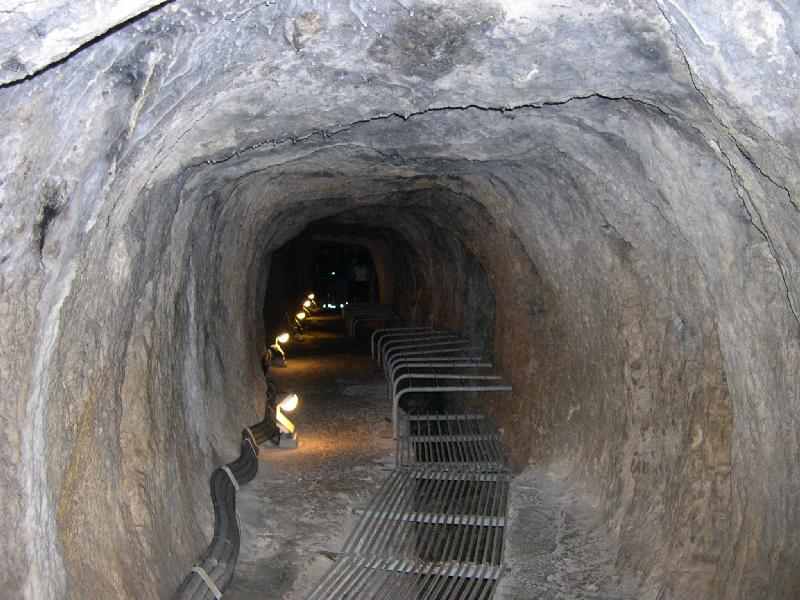
Tunel de Eupalinos

Eupalinos, filho de Naustrophos, foi um arquiteto e engenheiro grego que nasceu em Mégara no século VI a.C..
Através de informações de Heródoto e por descobertas que confirmam o testemunho do historiador, é conhecida uma das obras mais importantes de Eupalinos, o Aqueduto de Eupalinos, que foi encomendado por Policrates. Conseguiu o arquiteto perfurar a montanha que dominava a cidade de Samos, fazendo um túnel de mais de mil metros, destinado a alimentar de água a capital. Isso representou notável feito de engenharia para a época, sendo escavado a partir das duas extremidades, que se uniram no centro, sob a montanha, com apenas ligeiro desencontro.